# Sara Khatun
Sara Khatun, död 1465, var en turkisk sultanmoder. 
Hon var mor till sultan Uzun Hasan av Aq Qoyunlu (Iran-Azerbazdjan), och fungerade som sin sons politiska rådgivare under hans regeringstid 1452–1465. Hon är känd för ett flertal diplomatiska uppdrag hon utförde för sin sons räkning. 